# Khalid Bin Mahfouz
Khalid Salim Bin Mahfouz (26 décembre 1949 - 16 août 2009) est un banquier d'Arabie saoudite, cofondateur et ancien président de la National Commercial Bank (NCB), l'une des plus grandes banques saoudiennes, cité dans plusieurs dossiers portant sur Al-Qaïda. Fils de Salim Bin Mahfouz et ancien juriste, il est nommé en 1989 conseiller suprême d'Aramco par le roi Fahd.

## Les antécédents de BCCI
Il est un personnage central du scandale de la BCCI : en tant que principal dirigeant (détenant alors 20 % du capital ) de cet établissement financier à la fin des années 1980. La BBCI a été reconnue coupable de blanchiment d'argent de la drogue et de complicité dans des trafics d'armes. Dans ce dossier, il a été inculpé en 1992 pour fraude fiscale - conséquence de la faillite frauduleuse de la BCCI. Devant la justice américaine, Khalid bin Mahfouz a échappé aux sanctions pénales dans le cadre d'une transaction financière, le contraignant à indemniser civilement les victimes de la faillite.

## Al-Qaida et le Libel Tourism
Peu après le 11 septembre, Khalid bin Mahfouz a été cité dans plusieurs articles consacrés au financement d'Al-Qaïda, tel ceux de Rachel Ehrenfeld. La famille bin Mahfouz s'est défendu  en engageant systématiquement des procès depuis la Grande-Bretagne, où le droit en matière de diffamation pouvait lui être considéré comme plus favorable, même si les textes visés avaient été édités dans d'autres pays. Cette tactique judiciaire a reçu la dénomination de Libel Tourism. Plusieurs institutions judiciaires se sont montrées préoccupées par ces démarches. 
En France, en novembre 2001, dans un livre paru aux éditions Denoël, Khalid bin Mahfouz a été ainsi accusé par deux auteurs, Jean-Charles Brisard et Guillaume Dasquié, d'avoir soutenu Al-Qaïda. Le 25 mai 2006, ceux-ci ont ainsi été condamnés par la Haute cour de Londres, les avocats de Khalid bin Mahfouz demandant peu après l'application de la peine en France. Dans une attestation rédigée le 4 octobre 2006, Jean-Charles Brisard affirme avoir été l'unique rédacteur du chapitre litigieux évoquant ces liens de Khalid bin Mahfouz. Quelques jours plus tard, le 31 octobre 2006, des encarts publicitaires payés par les Bin Mahfouz dans de grands quotidiens internationaux (en France, Le Monde et Le Figaro) annoncent que les deux auteurs se rétractent et présentent leurs excuses publiques, à la suite d'un règlement à l'amiable ; le communiqué de presse mentionne qu'ils auraient été dupes de sources erronées. 
Au-delà de cette date, Guillaume Dasquié continue néanmoins à rédiger des articles citant Khalid bin Mahfouz, ces parutions donnant lieu à plusieurs développements devant la justice. Le 17 septembre 2007, l'auteur est assigné devant le tribunal pour diffamation, après avoir publié une note de la DGSE sur les ressources financières d'Oussama ben Laden, dans laquelle Khalid bin Mahfouz est cité ;  mais dans cette affaire, le 17 mars 2008, le Tribunal de grande instance déboute le banquier et le condamne à verser 1500 € au journaliste. Peu après, le 30 mai 2008, dans un dossier connexe ouvert sur plainte de Guillaume Dasquié, le Tribunal de grande instance de Paris condamne un cadre de la DGSE à lui verser la somme de 5000 €, pour avoir tenté de dissimuler que les services secrets français connaissaient l'implication du banquier saoudien dans le soutien à Al-Qaida, par le biais de fausses déclarations. Le 22 janvier 2009, Khalid bin Mahfouz, devant la Cour d'appel de Paris, obtient que Guillaume Dasquié soit contraint à verser les dommages et intérêts fixés autrefois par la Haute cour de Londres. Ce dernier porte l'affaire devant la Cour de cassation. Après le décès de Khalid bin Mahfouz, les avocats du journaliste convoquent ses héritiers afin de poursuivre la procédure, mais ceux-ci ne se présentent pas. Le 5 janvier 2012, après six années de procédure, la Cour de cassation radie le dossier relatif aux condamnations demandées par la famille bin Mahfouz contre le journaliste. 